# Stearynian askorbylu
Stearynian askorbylu – organiczny związek chemiczny, ester kwasu stearynowego i kwasu askorbinowego. Stosowany jest jako źródło witaminy C i jako dodatek antyoksydacyjny do margaryny (E305).